# استنفورد، کنت
استنفورد (به انگلیسی: Stanford) یک روستا و محله مدنی در بریتانیا است که در Folkestone and Hythe واقع شده‌است. استنفورد ۴۲۹ نفر جمعیت دارد.